# Carlos Saucedo
Carlos Enrique Saucedo Urgel (Santa Cruz de la Sierra, 1979. szeptember 11. –), leggyakrabban Carlos Saucedo, bolíviai labdarúgó, a Costa Rica-i Deportivo Saprissa csatára.